# 18531 Strakonice
18531 Strakonice è un asteroide della fascia principale. Scoperto nel 1996, presenta un'orbita caratterizzata da un semiasse maggiore pari a 2,2121978 UA e da un'eccentricità di 0,2397943, inclinata di 5,00983° rispetto all'eclittica.